# Meyenburg-Preis
Der Meyenburg-Preis ist ein Wissenschaftspreis, der durch die Wilhelm und Maria Meyenburg-Stiftung für bedeutende Arbeiten auf dem Gebiet der Krebsforschung und Krebsbekämpfung vergeben wird. Die Stiftung wurde 1975 durch die Kaufmannsfamilie Meyenburg aus Krempe/Schleswig-Holstein ins Leben gerufen und der zugehörige Preis wird seit 1981 vergeben. Der Preis ist mit 50.000 Euro dotiert (Stand 2016). Er wird jährlich im Rahmen einer Feier am Deutschen Krebsforschungszentrum in Heidelberg verliehen.

## Preisträger
- 1981: Werner W. Franke
- 1982/1983: Holger Kirchner und Volker Schirrmacher
- 1984: Lutz Gissmann
- 1985: Volker Sturm
- 1986: Karin Mölling
- 1987: Mary Osborn
- 1988: Elisabeth Gateff
- 1989: Peter Herrlich
- 1990: Rainer Storb
- 1991: Hans-Georg Rammensee
- 1992: Walter Birchmeier
- 1993: Johannes Gerdes
- 1994: Gert Riethmüller
- 1995: David P. Lane
- 1996: Peter Krammer
- 1997: Yuan Chang und Patrick S. Moore
- 1998: Richard D. Wood
- 1999: Carl-Henrik Heldin
- 2000: Matthias Mann
- 2001: Shoichiro Tsukita
- 2002: Andrew Fire (Nobelpreis 2006)
- 2004: Erich A. Nigg
- 2005: Thomas Tuschl
- 2006: Elizabeth Blackburn (Nobelpreis 2009)
- 2007: Shin’ya Yamanaka (Nobelpreis 2012)
- 2008: Hans Clevers
- 2009: Brian Druker
- 2010: Alan Ashworth
- 2011: Stefan Hell (Nobelpreis 2014)
- 2012: Charles G. Mullighan
- 2013: Nathanael Gray
- 2014: Peter T. Campbell
- 2015: Ton Schumacher
- 2016: Emmanuelle Charpentier (Nobelpreis 2020)
- 2017: Nitzan Rosenfeld
- 2019: Benjamin L. Ebert
- 2021: Katalin Karikó (Nobelpreis 2023), Uğur Şahin und Özlem Türeci
- 2025: Michel Sadelain[1]